# Mieko Kawakami
Mieko Kawakami (川上未映子, Kawakami Mieko) (Osaka, 1976) is een Japanse feministische dichter, schrijver en zanger. Ze woont in Tokio, Japan.

## Carrière
Mieko Kawakami groeide op in een arm eenoudergezin. Ze was zangeres, hostess en stond in Japan vooral bekend als blogger. Ze schreef gedichten en korte verhalen. Haar eerste roman Hevun won in 2010 de Murasaki Shikibu-prijs voor literatuur. Heaven, de Engelse vertaling van Hevun vertaald door Sam Bett en David Boyd, stond op de shortlist voor de International Booker Prize van 2022.  Voor Ai no yume to ka kreeg Kawakami  in 2013 de Tanizakiprijs.

## Borsten en eitjes
Voor haar verhaal Chichi to ran ("borsten en eitjes") ontving Kawakami in 2007 de Akutagawaprijs, waarna het in 2008 als novelle werd uitgegeven in Japan.
De roman Natsu monogatari (夏物語 "Het verhaal van  Natsu" of "Zomerverhalen"; 'Natsu' refereert hier zowel aan de hoofdpersoon Natsuko als aan het Japanse woord voor zomer) werd gepubliceerd in 2019. Hierin heeft Kawakami de novelle Chichi to ran uitgebreid en voorzien van een op zichzelf staand tweede deel. In Japan ontstond een hetze tegen de roman bij publicatie, waarbij de gouverneur van Tokio de roman walgelijk en ontoelaatbaar noemde omdat menstruatie, voortplanting en seksualiteit expliciet worden benoemd. De roman is in 20 talen vertaald, onder meer in het Chinees, Koreaans en Engels. Een Nederlandse vertaling van Natsu monogatari door Maarten Liebregts kwam uit in 2022, met de titel Borsten en eitjes (bij de vertaling is dus gekozen voor de titel van de oorspronkelijke novelle Chichi to ran).

## Overige Nederlandse vertalingen
Hemel, een Nederlandse vertaling van Hevun door Maarten Liebregts, verscheen in 2023. Haar laatste in Japan uitgegeven boek Kiiroi ie is in 2024 uit het Japans vertaald als Het gele huis door Maarten Liebregts. Haar roman Subete no mayonaka no koibito werd in 2024 uit het Japans vertaald door Maria Smolders als Alle geliefden van de nacht.

## Schrijfstijl
Mieko Kawakami maakte vaak gebruik van Osaka-ben, een kenmerkend Japans dialect dat in Osaka en omliggende steden wordt gesproken, en het Japans is van de arbeidersklasse in Osaka. In haar boeken beschreef  Kawakami de positie van vrouwen in de Japanse samenleving en het leven van vrouwen in de Japanse metropool. De openhartige manier waarop ze over armoede en vrouwen en hun lichamen schreef, was nieuw voor Japan. "Veel mannelijke schrijvers schrijven over vrouwen vanuit een seksueel perspectief, waarbij de vrouw bestaat als seksueel object. Ik wil vrouwen filosofischer benaderen. Een vrouw is een mens, vrouw-zijn is daar maar een deel van", zei ze hier zelf over.

### Vertaalde werken
| Jaar (origineel) | Titel (origineel)                                         | Titel vertaling (Nederlands) | Jaar (vertaling) | Uitgever (vertaling) | ISBN (vertaling) | Vertaler          | Notitie |
| ---------------- | --------------------------------------------------------- | ---------------------------- | ---------------- | -------------------- | ---------------- | ----------------- | ------- |
| 2019             | Natsu monogatari (夏物語")                                | Borsten en eitjes            | 2022             | Podium               | 9789463811323    | Maarten Liebregts |         |
| 2009             | Hevun (ヘヴン)                                            | Hemel                        | 2023             | Podium               | 9789463811811    | Maarten Liebregts |         |
| 2023             | Kiiroi ie (黄色い家)                                      | Het gele huis                | 2024             | Wereldbibliotheek    | 9789463812610    | Maarten Liebregts |         |
| 2011             | Subete mayonaka no koibito tachi (すべて真夜中の恋人たち) | Alle geliefden van de nacht  | 2024             | Wereldbibliotheek    | 9789463812535    | Maria Smolders    |         |

### Selectie van werk in het Japans
| Jaar | Titel | Uitgever           | ISBN          |
| ---- | --- | ------------------ | ------------- |
| 2007 | Watakushi ritsu in ha, mata wa sekai (わたくし率 イン 歯一、または世界, "Mijn ego, mijn tanden, en de wereld")                                                    | Kodansha           | 9784062142137 |
| 2008 | Chichi to ran (乳と卵, "Borsten en eitjes") | Bungeishunju       | 9784163270104 |
| 2008 | Sentan de, sasuwa sasareruwa soraeewa (先端で、さすわ さされるわ そらええわ, "Het is een tip, het wrijft, het fluistert, het fluistert, daar ga je", dichtbundel) | Seidosha           | 9784791763894 |
| 2009 | Hevun (ヘヴン, "Hemel") | Kodansha           | 9784062157728 |
| 2011 | Subete mayonaka no koibito tachi (すべて真夜中の恋人たち, "Alle geliefden van de nacht")                                                                          | Kodansha           | 9784062779401 |
| 2013 | Ai no yume to ka (愛の夢とか, "Of dromen over liefde.") | Kodansha           | 9784062177993 |
| 2015 | Akogare (あこがれ, "Verlangen") | Shinchosha         | 9784103256243 |
| 2017 | Wisteria to sannin no onna tachi (ウィステリアと三人の女たち, "Blauweregen en de drie vrouwen")                                                                   | Shinchosha         | 9784103256250 |
| 2019 | Natsu monogatari (夏物語, "Het verhaal van Natsu" of "Zomerverhalen")                                                                                             | Bungeishunju       | 9784163910543 |
| 2023 | Kiiroi ie (黄色い家, "Het gele huis") | Chūō Kōron Shinsha | 9784120056284 |